# أندريا تيسا
أندريا تيسا (بالإسبانية: Andrea Tessa)‏ هي عازفة الجاز ومغنية وكاتبة غنائية تشيلية، ولدت في 1961 في سانتياغو في تشيلي.